# آی‌ان‌اس مانگرول
آی‌ان‌اس مانگرول (به انگلیسی: INS Mangrol) یک کشتی است که طول آن 26  m می‌باشد.